# Murtaugh
Murtaugh è una città degli Stati Uniti d'America, situata nello Stato dell'Idaho, nella Contea di Twin Falls.